# 将棋マガジン
『将棋マガジン』（しょうぎマガジン）は、日本将棋連盟が1978年から1996年まで発行していた将棋の専門誌（月刊）。

## 概要
1978年創刊。定価は610円（本体592円、1995 - 1996年時点）。
「将棋世界」誌とともに日本将棋連盟発行の月刊誌であるが、将棋世界誌よりも初心者が読みやすい内容で、独自の企画も豊富であった。
羽生善治の七冠独占による将棋ブームで世間に将棋ファンが増えていた頃、1996年10月号をもって急な発行終了をする。最終号は、羽生の七冠の一角を三浦弘行が崩したことを伝えるものであった。
なお公式には廃刊とはなっていないようで、『将棋世界』編集部によれば「（2014年時点で）休刊中」であるとしている。

## エピソード
- 「佐藤康光＆森内俊之のなんでもアタック」の企画で、佐藤が目隠し五面指しに成功[3]。その他の企画ではペア将棋、詰将棋早解き、古典棋譜挑戦、10秒将棋がある。[3]。

## 主な記事
- 棋戦（主にタイトル戦）の情報、解説
- 河口俊彦「対局日誌」（創刊以来の長寿連載）
- 米長邦雄のスーパーアドバイス（1987年）[4]
- さわやか流・米長邦雄のタイトル戦教室（1996年1-5月号）
- 佐藤康光＆森内俊之のなんでもアタック（1996年1-10月号）
- 神吉宏充の「禁断の戦法」（最終号まで全22回[5]）
- 灘蓮照「四枚落ちどんとこい」[6]
- 青野照市「プロの大局観・アマの大局観」[7]
- 羽生善治「寄せの構図」[8]
- 羽生善治「ハブの目」[9]
- タマの目（鹿野圭生の関西レポート、最終号まで全41回[10]）
- 将棋ギネス（記録のページ）
- スーパー段位認定
- 詰将棋、次の一手
- コマゴマ掲示板。読者投稿コーナー。休刊前の1995年から96年頃には、当時の「羽生ブーム」の影響で、女性ファンのイラスト投稿が多く、将棋雑誌とは思えない誌面となっていた。常連投稿者の中には、湯川かおる、翔みなら[7]など、後にプロ漫画家デビューした人も存在した。最終号にはカラーページでの掲載が実現した[11]。